# Michael Kohlhaas (film, 2013)
Pour les articles homonymes, voir Michael Kohlhaas (homonymie).
Pour plus de détails, voir Fiche technique et Distribution.
Michael Kohlhaas est un drame historique franco-allemand coécrit et réalisé par Arnaud des Pallières, adaptation du roman Michael Kohlhaas (1810) de Heinrich von Kleist. Présenté en compétition officielle lors du Festival de Cannes 2013, le film fait sa sortie généralisée le 14 août 2013.

## Synopsis
Au XVIe siècle, Michael Kohlhaas est un marchand de chevaux, réformé d'origine allemande, qui s'est établi dans les Cévennes en terre protestante. Alors qu'il va vendre des bêtes à une foire, il se heurte à un baron local qui a décidé d'installer un péage sur ses terres. N'ayant pas d'argent sur lui, le marchand doit laisser en gage deux chevaux et un valet, César, pour s'en occuper. Les animaux subissent les mauvais traitements des hommes du baron et le valet, qui tente de s'y opposer, est agressé par les chiens lâchés sur lui. Michael Kohlhaas tente d'obtenir réparation, en allant chez un avocat, mais il est débouté trois fois par le tribunal, le baron bénéficiant de l'influence d'un parent à la cour.
Refusant cette injustice d'un puissant, il décide de plaider sa cause à la cour de la princesse d'Angoulême, Marguerite de Navarre. Sa femme Judith le convainc de la laisser mener cette action, car elle pense qu'elle aura plus de facilité, en tant que femme, à approcher la princesse. Un valet ramène le corps ensanglanté de Judith qui meurt peu de temps après. Après avoir vendu tous ses biens et confié sa fille Lisbeth à un ami pasteur allemand, Michael Kohlhaas part avec ses valets se venger du baron. Ils investissent son château, tuent tous les occupants, sans pouvoir trouver le baron qui est absent. Kohlhaas décide de lever une armée parmi les paysans en colère et les vagabonds. Défiant la loi et le pouvoir féodal, la troupe ravage les propriétés nobiliaires mais paie ses besoins en subsistances — affirmant sa volonté de ne pas être une troupe de pillards — aux paysans auprès desquels il semble de plus en plus populaire. Sur la piste du baron qui s'est réfugié dans une abbaye catholique, Kohlhaas attaque l'institution puis les hommes du gouverneur, sans réussir à rattraper le baron qui s'est une nouvelle fois échappé.
Devant l'ébranlement du pouvoir, la princesse mande un théologien protestant, dont Kohlhaas a lu la traduction de la Bible, pour le convaincre de déposer les armes et d'entreprendre des pourparlers. Bien que troublé par les arguments théologiques de l'homme de foi, Kohlhaas s'obstine et reste déterminé à poursuivre sa lutte tant que justice ne lui sera pas rendue, exigeant que le baron lui rende ses bêtes après les avoir soignées et le dédommage des préjudices subis. Le théologien lui refuse la confession. Kohlhaas reçoit une missive de la princesse, qui veut bien réexaminer son cas après avoir été totalement instruite du préjudice initial, s'il dépose les armes. Le révolté montre la missive à tous ses hommes et accepte l'agrément. Lui et ses troupes déposent leurs armes, alors qu'ils s'apprêtaient à enlever une ville de grande importance. Il rentre chez lui et attend son procès.
La princesse vient lui rendre une visite impromptue et semble compatir avec lui en s'inclinant devant la tombe de sa défunte épouse. Elle confirme qu'un procès équitable aura lieu si la paix est respectée. Quelques jours plus tard, Michael Kohlhaas est arrêté sur ordre par ses gardes à la suite de pillages menés par des membres démobilisés de sa troupe. Après plusieurs semaines de prison, son jugement est rendu : le gouverneur lui indique qu'il obtient des dommages pour le vol et la maltraitance de ses chevaux (qui sont soignés et lui sont rendus), des réparations pour les préjudices subis (argent donné et condamnation à deux ans de prison pour le baron) mais qu'il est condamné à la mort par décollation, pour sédition. Sa fille, présente sur les lieux de l’exécution, s'en va après un dernier adieu.

## Fiche technique
- Titre : Michael Kohlhaas
- Réalisation : Arnaud des Pallières
- Scénario : Christelle Berthevas et Arnaud des Pallières, d'après le roman de Heinrich von Kleist
- Photographie : Jeanne Lapoirie
- Son : Jean-Pierre Duret
- Montage : Sandie Bompar et Arnaud des Pallières
- Décors : Yan Arlaud
- Costumes : Anina Diener
- Musique  : Martin Wheeler et les Witches
- Producteurs : Serge Lalou
- Sociétés de production : Arte, Les Films d'ici, K'ien Productions et Looks Filmproduktionen, en association avec Cinémage 6
- Sociétés de distribution :  Les Films du losange
- Pays d'origine :  France,  Allemagne
- Langues : français
- Format : couleur HD - 35 mm - 2,35:1 - son Dolby numérique
- Genre : drame historique
- Durée : 122 minutes
- Dates de sortie :
  -  France : 24 mai 2013 (festival de Cannes 2013) ; 4 juillet 2013 (festival Paris Cinéma) ; 14 août 2013 (sortie nationale)
  -  Belgique : 14 août 2013
  -  Allemagne : 12 septembre 2013

## Distribution
- Mads Mikkelsen : Michael Kohlhaas
- Delphine Chuillot : Judith, l'épouse de Michael Kohlhass
- Mélusine Mayance : Lisbeth
- Bruno Ganz : le gouverneur
- David Bennent : César, le palefrenier de Michael Kohlhass
- Swann Arlaud : le baron
- David Kross : le prédicateur
- Denis Lavant : le théologien[1]
- Roxane Duran : la princesse, Marguerite d'Angoulême, Reine de Navarre
- Sergi López : le paysan manchot
- Richard et Nicolas Capelle : les jumeaux
- Guillaume Delaunay : le géant
- Amira Casar : l'abbesse
- Jacques Nolot : l'avocat
- Paul Bartel : Jérémie
- Raynaldo Houy Delattre: le cavalier

## Production

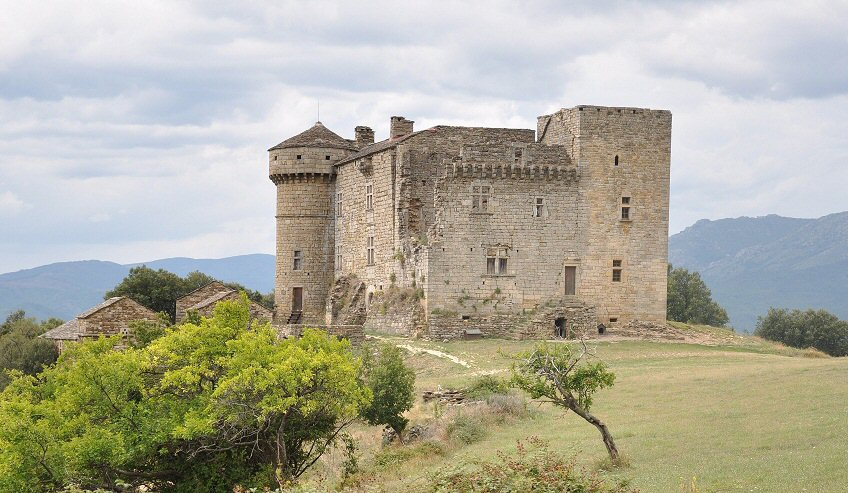
Château d'Aujac dans les Cévennes.

### Développement
Il s'agit de la quatrième adaptation du roman éponyme d'Heinrich von Kleist après Michael Kohlhaas de Volker Schlöndorff en 1969, Ragtime de Miloš Forman en 1981 et Jack Bull, le téléfilm (librement inspiré du roman) de Dick Cusack en 1999. Arnaud des Pallières découvre ce roman durant ses études de cinéma.
Pour écrire le scénario, des Pallières s'associe avec Christelle Berthevas. Ils décident de délaisser le côté mystique du roman. Ils choisissent aussi de faire en sorte que le personnage principal conserve sa droiture tout au long du film alors qu'il perd en modestie au fil du roman. Ils transposent aussi l'histoire en France, alors que le roman est fortement imprégné par la culture protestante allemande. Le scénario prend une liberté par rapport à l'Histoire en faisant décapiter le héros à la fin du film alors que cette peine était réservée aux nobles à l'époque concernée. Les personnes reconnues coupables de brigandage subissaient en fait le supplice de la roue.
Alors qu'il crée ce film, Arnaud des Pallières est un réalisateur confidentiel, dont les mises en scène tournent souvent à l'expérimental. Il a pourtant acquis une solide réputation dans le cinéma d'auteur, ce qui lui permet d'attirer des acteurs comme Mads Mikkelsen ou Denis Lavant.

### Casting

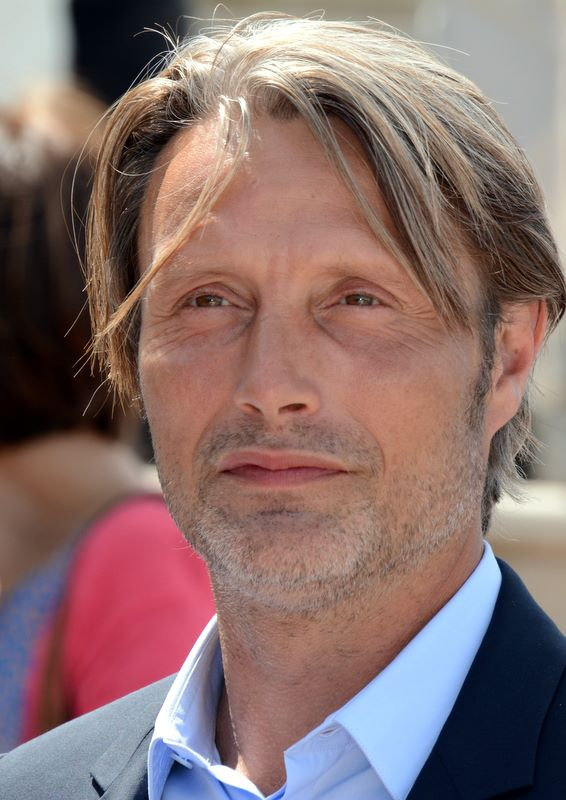
L'acteur principal Mads Mikkelsen à la première du film au Festival de Cannes 2013.

Denis Lavant devait au départ jouer le rôle de César, le valet de chambre de Michael Kohlhaas — rôle presque muet et qui lui convenait bien étant donné sa formation de mime — mais, investi dans le tournage de Holy Motors de Leos Carax, il change de rôle afin de pouvoir tourner les scènes du prédicateur luthérien pendant le mois d'arrêt de tournage d'Holy Motors, rendu nécessaire par l'attente de l'actrice Eva Mendes.
Pour le personnage-titre, Arnaud des Pallières cherche un acteur dont le physique se rapprocherait de Clint Eastwood et Jacques Dutronc. La directrice de casting lui conseille Mads Mikkelsen, que Des Pallières ne connaissait pas. Immédiatement enthousiaste, il lui propose le rôle en lui envoyant le scénario via son agent. Ils se rencontrent à Copenhague. Mikkelsen déclare : « J’avais trouvé le scénario très radical, mais Arnaud l’était encore plus. » Le réalisateur refuse de parler anglais, c'est le producteur Serge Lalou qui sert d'interprète. Mikkelsen ajoute : « C’était un premier contact assez surprenant ! Mais cela a attisé ma curiosité car j’ai compris qu’il portait en lui une vision très forte du film. C’est ce qui m’a poussé à accepter. »

### Tournage
Avant le tournage, Mads Mikkelsen a dû apprendre le français et parfaire sa maîtrise de l'équitation. Néanmoins, Mikkelsen comme Bruno Ganz ont interprété leur texte en l'apprenant phonétiquement.
Avec ce projet, Arnaud des Pallières s'attaque pour la première fois à un film en costumes, à un tournage en haute définition et à des scènes avec animaux. Pour élaborer la lumière du film avec la directrice de la photographie, De Pallières montre à Jeanne Lapoirie des tableaux de la Renaissance et évoque aussi le film Les Moissons du ciel de Terrence Malick.
La majorité du film est tournée à la chartreuse de Pierre-Châtel (Ain), sur le plateau du Vercors et au domaine départemental de Boissets, écomusée à Sainte Enimie (Lozère). Parmi les lieux de tournage, figure aussi le château d'Aujac, château-fort des XIIe-XVIIe siècle situé dans le Gard.
Pour tourner la scène de la naissance du poulain, il a fallu rester six semaines près de l'enclos de la jument. Mads Mikkelsen n'avait jamais opéré une telle naissance, et il devait faire comme si c'était quelque chose de très habituel pour lui, sans droit à l'erreur, vu que la naissance ne se reproduirait pas de sitôt.

## Exploitation

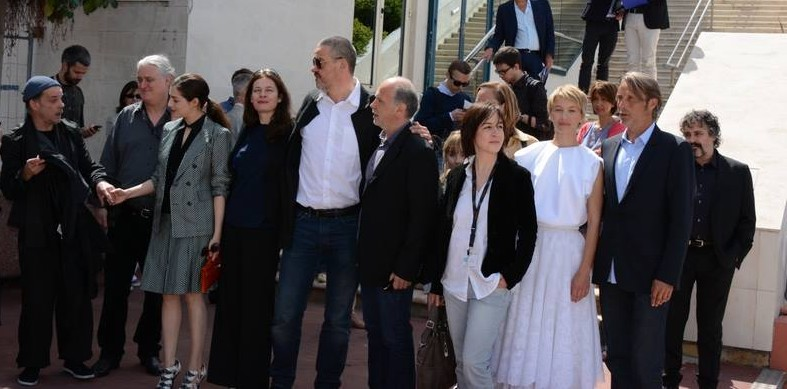
L'équipe du film au festival de Cannes 2013.

Le film est sélectionné dans la compétition officielle pour la Palme d'or lors du Festival de Cannes 2013, ce qui constitue une surprise, étant donné l'exigence et le caractère confidentiel du réalisateur Arnaud des Pallières. Télérama va jusqu'à dire qu'il est « la vraie curiosité de la compétition ». Il n'y remporte aucune récompense.
Le film fait sa sortie généralisée en France et en Belgique le 14 août 2013. Durant la première semaine d'exploitation il réalise 55 160 entrées en France et totalise 147 546 entrées sur l'ensemble de sa durée d'exploitation.

## Réception

### Accueil critique
Malgré la réputation d'exigence du cinéma d'Arnaud des Pallières, le film est jugé « assez sage », notamment par Télérama, qui souligne la performance de l'acteur Mads Mikkelsen, qui « semble taillé pour l'exercice : un visage intense, une allure imposante, un parler particulier » ainsi que le travail sur les décors. En revanche, Le Figaro critique l'usage d'acteurs comme Mads Mikkelsen et Bruno Ganz, qui ne parlent français qu'avec un fort accent, ce qui « crée un décalage incongru ».
Le travail de la chef-opératrice Jeanne Lapoirie qui, avec Arnaud des Paillières, a « remarquablement capté les paysages grandioses et montagneux, faisant un usage extensif des plans larges et de toutes les conditions météo possibles », est également remarqué. Le Monde souligne d'ailleurs la puissance de la scène initiale, dans laquelle des cavaliers chevauchent sur une lande pierreuse : « On se dit alors que des Pallières va nous entraîner sur la voie étroite d'un western cévenol, quelque part entre Anthony Mann et John Ford. »

### Distinctions

#### Récompenses
- Festival du film européen de Bruxelles 2013 : sélection officielle
  - Golden Iris Award du meilleur film[13]
  - RTBF TV Prize du meilleur film[13]
  - Cinelab Award de la meilleure photographie[13]
  - Cineuropa Award[13]
- César 2014 :
  - Meilleur son pour Jean Mallet, Jean-Pierre Duret et Mélissa Petitjean
  - Meilleure musique pour Martin Wheeler

#### Nominations et sélections
- Festival de Cannes 2013 : sélection officielle
- Festival international du film de Vancouver 2013
- Festival international du film de Palm Springs 2014 : sélection « World Cinema Now »
- César 2014 :
  - Meilleur acteur pour Mads Mikkelsen
  - Meilleure photographie pour Jeanne Lapoirie
  - Meilleurs costumes pour Anina Diener
  - Meilleurs décors pour Yan Arlaud